# Lettenburg (gehucht)
Lettenburg is een gehuchtje in Oostkerke, een deelgemeente van de Belgische stad Diksmuide. Het gehucht ligt een kilometer ten oosten van het centrum van Oostkerke. Lettenburg vormt het het kruispunt van de N35, die in noordelijke richting als Pervijzestraat naar het gehucht Scheewege en Pervijze loopt en in zuidelijke richting als Kaaskerkestraat naar Kaaskerke, met de Lettenburgstraat die in westelijke richting naar Oostkerke loopt en de Dodengangstraat die in oostelijke richting naar de Dodengang loopt. Net ten westen van Lettenburg sluit de Oostkerkevaart aan op de Grote Beverdijkvaart.
Op de Ferrariskaart uit de jaren 1770 staat reeds het "Lettenburg Cabaret" aangeduid. Net ten noorden stond de windmolen "Lettenburg Meulen" op het grondgebied van Lampernisse, gebouwd in 1639. In de Eerste Wereldoorlog werd deze molen vernield door bombardementen. Lettenburg vormde een belangrijk knooppunt naar het IJzerfront. De herberg aan het kruispunt werd ingericht als verbandpost. Toen vanaf juli 1917 de Service de Santé werd hervormd, deed de plaats dienst als evacuatiepost voor de noordelijke sectie van de sector Diksmuide. Hier werden de gewonden van het front opgevangen, om ze daarna verder over te brengen naar de medische posten.